# Apachería
Apachería fue el término utilizado hasta mediados del siglo XVIII  para referirse a las regiones habitadas y controladas por las distintas tribus y grupos ndé o apaches. Las primeras fuentes escritas en las que se le hace referencia, sitúan la Apachería al norte del río Arkansas y se extendía por el centro de los actuales estados de Texas, Nuevo México y Arizona, así como la zona septentrional de los estados mexicanos de Sonora, Chihuahua y Coahuila.
En la cosmovisión ndé (apache), este territorio del norte de México y el sur de Arizona, Nuevo México y Texas es llamado n’dee bikéyaa en coyotero, n’nee bikíyaa en chiricahua o ndé biikéyaa en lipán, que quiere decir literalmente “tierra de la gente” y representa sus tierras sagradas y ancestrales.
El territorio abarcaba unos seiscientos sesenta mil kilómetros cuadrados, aunque no estaban unidos políticamente.

## Historia
A principios del siglo XVIII, los comanches se extendieron desde el actual Wyoming por las tierras de los apaches desplanzándolos más al sur y al oeste. A partir de ese momento, el territorio pasaría a formar parte de la denominada Comanchería.